# هونگ جیانگ
هونگ جیانگ (به انگلیسی: Huong Giang)(زاده ۲۹ دسامبر ۱۹۹۱) بازیگر و مدل ویتنامی است. او برنده مسابقه دوشیزه ملکه بین‌المللی در سال ۲۰۱۸ شد.
او یک زن ترنس است.